# Mirian III d'Ibérie
Mirian III d’Ibérie (vers 277-361 ; en géorgien : მირიან III) est le fondateur de la dynastie des Chosroïdes et roi d'Ibérie de 284 à 361.

## Origine
Selon les Chroniques géorgiennes, Mirian serait le fils d’un roi perse nommé Kasré (c.-à-d. « Khosrov ») ou Kasré Ardachir et d’une esclave. Il aurait été choisi par son père à l'âge de 7 ans pour épouser en 284, à la demande de la noblesse géorgienne, Abeschoura, la fille et héritière d’Aspagour Ier, le dernier roi arsacide.

## Règne
Le roi Mirian règne au début comme vassal de la Perse où se succèdent son père puis son frère nommé « Bartom » (?) par la Chronique géorgienne et enfin son neveu.
Selon Pierre le Patrice, il est également reconnu par Rome en 298 lors de la Paix de Nisibe qui prévoit « qu'il recevra des Romains les insignes royaux ». Dans ce contexte, Mirian se rapproche ensuite de l’Arménie à la suite de l’union de son fils aîné Rev, associé au trône, avec la fille de Tiridate IV d'Arménie, et de l’empereur romain Constantin Ier, qui reçoit son autre fils Bakar comme otage à Rome. 
Mirvan correspond sans doute au roi « Méribane d'Ibérie » qui, selon l'historien contemporain Ammien Marcellin, reçoit vers 360 des présents de Rome, qui souhaite s'attacher son alliance contre les Perses.

## Conversion au christianisme

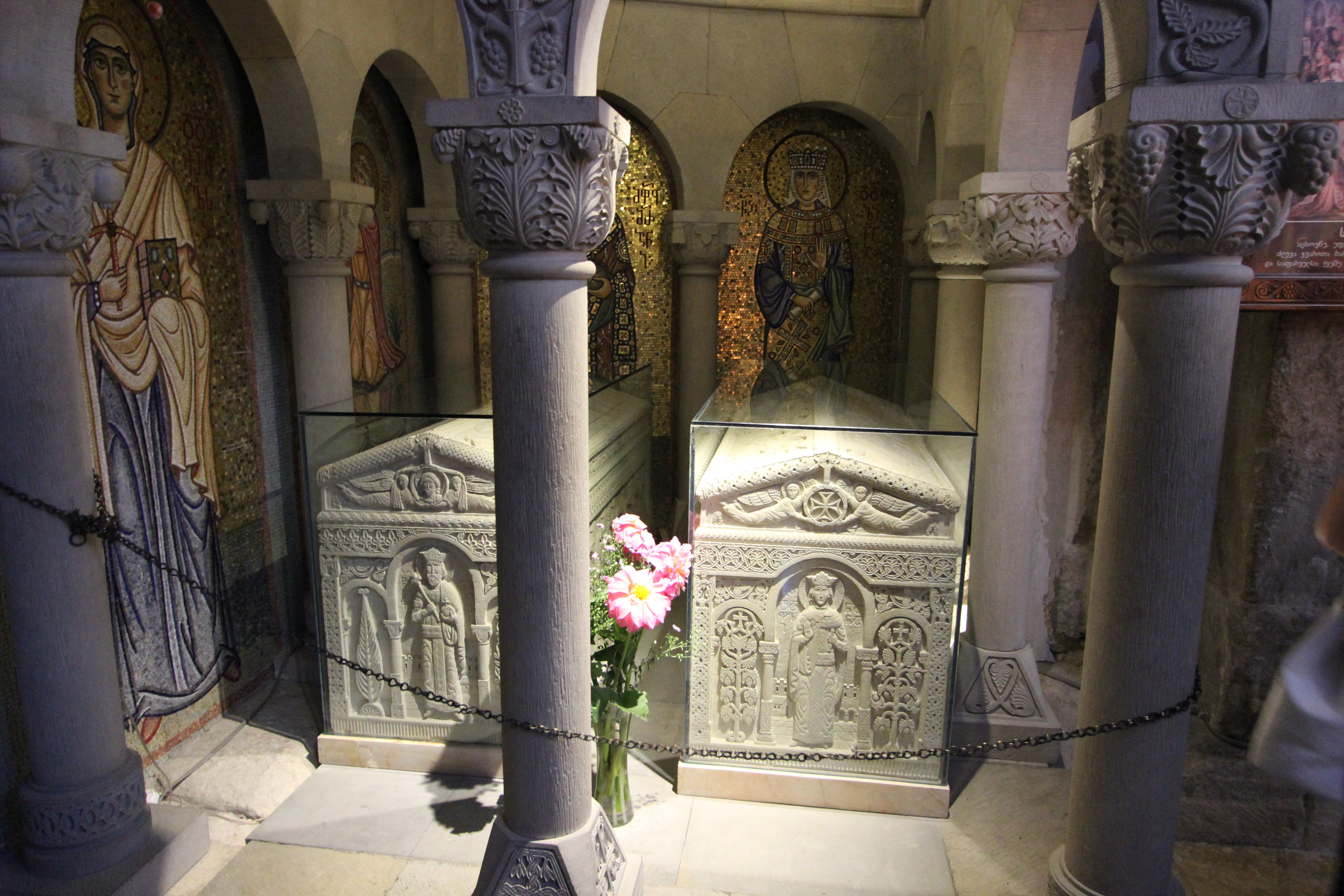
Les tombes de Mirian III et la reine Nana d'Ibérie dans l'église du monastère de Samtavro à Mtskheta (Géorgie).

Le roi Mirian III devient le premier roi chrétien d’Ibérie. Il établit le christianisme comme religion d'État. Il fonde une église dans sa capitale Mtskheta sur le lieu où est plus tard élevée la cathédrale de Svétitskhovéli.
La conversion vers 337 du roi et de son épouse, la reine Nana d'Ibérie, qui bénéficie d’une guérison miraculeuse, est longuement décrite dans la Chronique géorgienne. Elle est attribuée à l’action de sainte Nino ou Nina de Géorgie.
Mirian III doit s'affranchir de la religion païenne qu'il pratiquait antérieurement, sous l'influence de prêcheurs venus de Syrie et de Palestine, qui essaimaient leur foi dans tout le Proche-Orient, et principalement de sainte Nino, originaire de Cappadoce, mais probablement venue de Constantinople pour prêcher, en particulier dans la ville alors païenne de Mtskheta.
En se convertissant au christianisme en 337 apr. J.-C., au-delà du choix spirituel, Mirian III fait un choix politique car il s'affranchit du puissant clergé païen de l'époque et obtient le soutien, contre les menaces iraniennes, de la puissante communauté chrétienne implantée déjà dans de nombreuses villes de l'Empire romain.

## Famille et descendance
Il épouse :

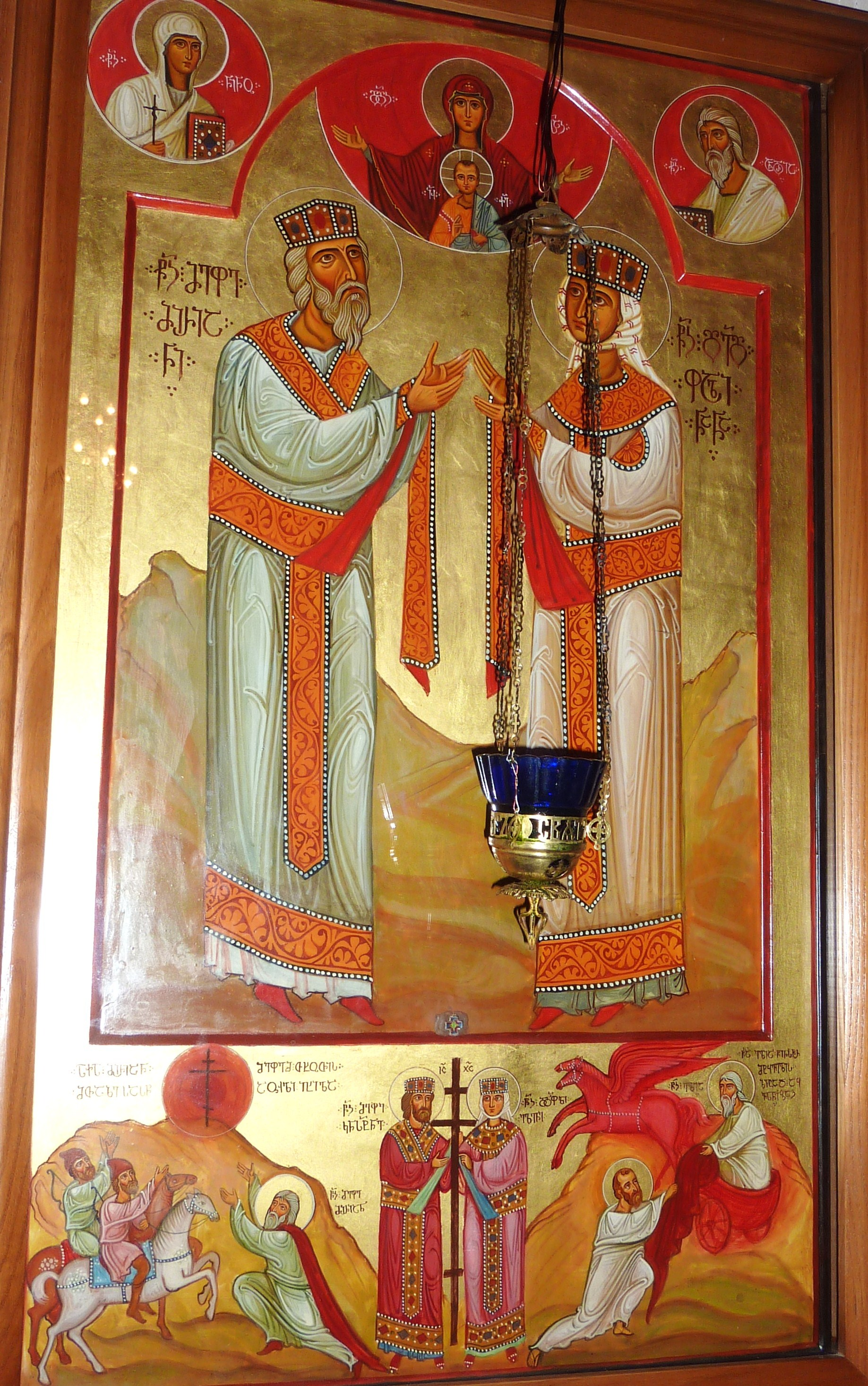
Le premier roi chrétien de Géorgie Mirian III et son épouse (cathédrale de Samtavissi).

1. en 284, Abeschoura d'Ibérie, morte lorsque Mirvan avait 15 ans (292) ;
2. après 292, Nana, fille d'un certain « Uliotoros du Pont » que Cyrille Toumanoff interprète en Olympios[6], dont sont issus :
  - Rev, corégent de son père de 345 à 361 ;
  - une fille qui épouse Peroz ou Phéroz, prince perse, éristhaw de la région de Khounan à Barda, dont une fille ou mieux une petite-fille est prise comme épouse par Varaz-Bakour II d'Ibérie ;
  - Bakar, roi d'Ibérie peut-être de 363 à 365.